# Terlis
Terlis is een bestuurslaag in het regentschap Gayo Lues van de provincie Atjeh, Indonesië. Terlis telt 390 inwoners (volkstelling 2010).